# Asztraháni terület
Az Asztraháni terület (oroszul Астраханская область [Asztrahanszkaja oblaszty]) az Oroszországi Föderáció egyik alanya, régiója. Székhelye Asztrahán.  2010-ben népessége 1 010 073 fő volt.

## Földrajz

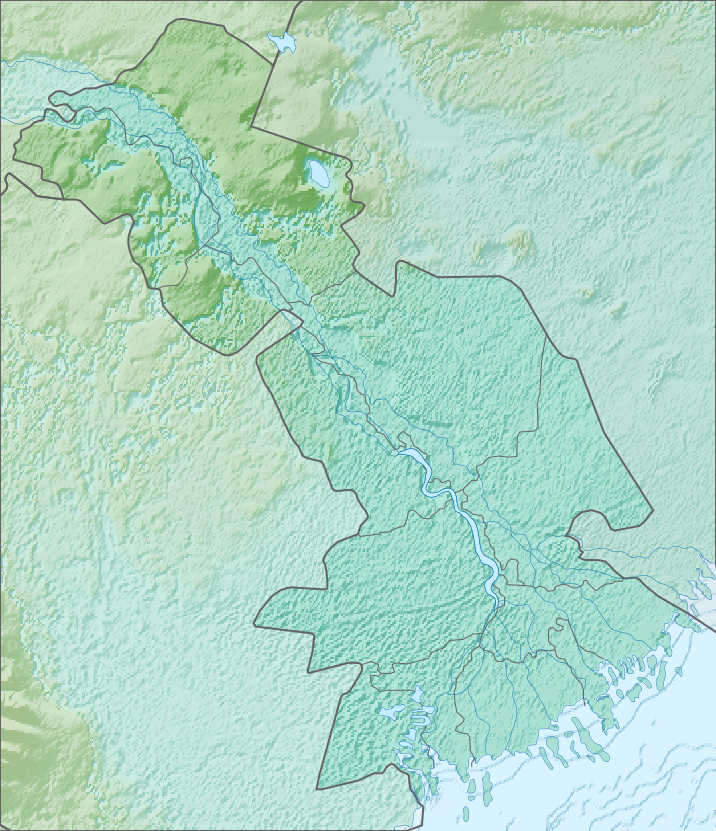
Domborzati térkép

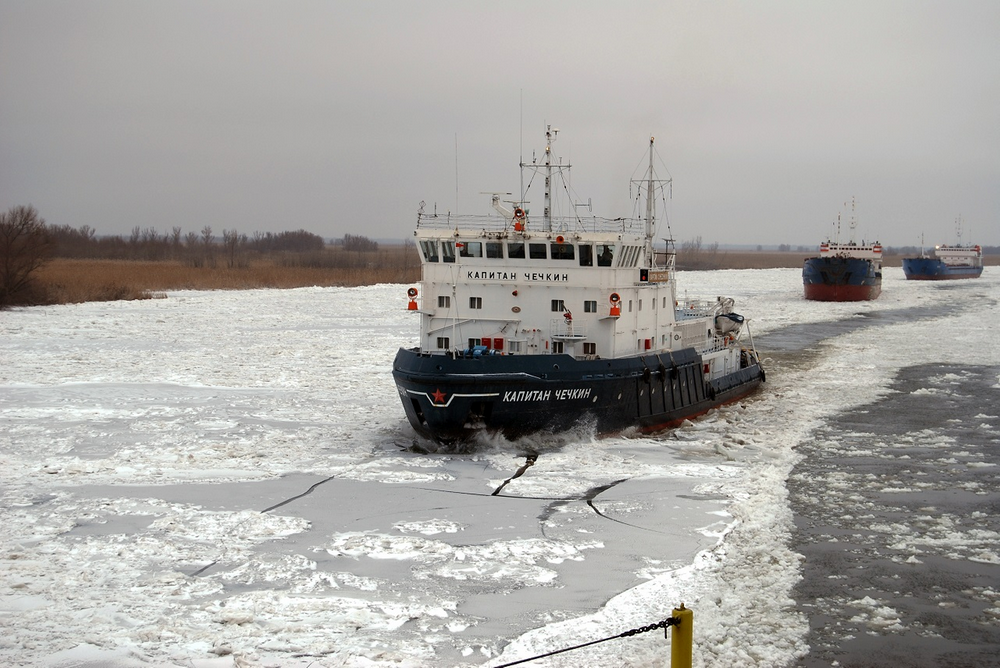
Jégtörő hajók a Volga-deltában télen

Az Asztraháni terület északnyugaton a Volgográdi területtel (Oroszország), keleten Kazahsztánnal, délkeleten a Kaszpi-tengerrel, nyugaton Kalmükfölddel (Oroszország) határos.
A Kelet-európai-síkságon található, a Kaszpi-tenger északnyugati partján. Északnyugati része a Kaszpi-alföldön, déli része a Kaszpi-mélyföldön fekszik. Fő folyója, a Volga keresztülfolyik a területen és itt van deltatorkolata a Kaszpi-tengerbe. A mocsaras Volga-delta természetvédelmi terület,[forrás?] vándormadarak szállásterülete.
Növényzete sztyeppi-félsivatagos.

## Történelem
A 15.-16. században itt állt fenn az Asztrahányi Kánság, melyet az oroszok 1556-ban hódítottak meg Rettegett Iván vezetésével.

## Népesség

### Nemzetiségi megoszlás
A lakosság többsége orosz nemzetiségű, de más nemzetiségek is lakják, főleg kazahok és tatárok.
Nemzetiségi összetétel:
|          | 1959-es népszámlálás | 1989-es népszámlálás | 2002-es népszámlálás | 2010-es népszámlálás |
| -------- | -------------------- | -------------------- | -------------------- | -------------------- |
| oroszok  | 544 121 (77,51%)     | 713 558 (71,97%)     | 700 561 (69,69%)     | 618 204 (61,2%)      |
| kazakok  | 68 924 (9,82%)       | 126 500 (12,56%)     | 142 633 (14,19%)     | 149 415 (14,79%)     |
| tatárok  | 57 230 (8,15%)       | 71 655 (7,23%)       | 70 590 (7,02%)       | 60 523 (5,99%)       |
| összesen | 701 974              | 991 521              | 1 005 276            | 1 010 073            |

2010-ben nagyon magas volt azok aránya, akik nem nyilatkoztak a nemzetiségükről (9,43%).

### Települések
Az Asztraháni terület városai a következők:
- Asztrahán, a terület székhelye
- Znamenszk zárt város

## Közigazgatás és önkormányzatok
Az Asztraháni terület élén a kormányzó áll:
- Alekszandr Alekszandrovics Zsilkin: 2004 – 2018. szeptember 26. Hivatali idejének lejárta előtt áthelyezését kérte másik munkaterületre.
- Szergej Petrovics Morozov: 2018. szeptember 26. – 2019. június 5. – a kormányzói feladatokat ideiglenesen ellátó megbízott.[2][3] Kevesebb mint kilenc hónap után Putyin elnök leváltotta (hivatalosan: saját kérésére felmentette) hivatalából.
- Igor Jurjevics Babuskin: 2019. június 5. – a kormányzói feladatokat ideiglenesen ellátó megbízott.[4]

A 2019. szeptember 8-i választáson kormányzóvá választották. Beiktatták hivatalába: szeptember 17-én.

### Járások
A járások és 2010. évi népességük:
| Térkép                        | #   | Magyar név           | Orosz név           | Székhely     | Népesség (fő, 2010) |
| ----------------------------- | --- | -------------------- | ------------------- | ------------ | ------------------- |
| Az Asztraháni terület járásai | 1.  | Ahtubinszki járás    | Ахтубинский район   | Ahtubinszk   | 29 326              |
| Az Asztraháni terület járásai | 11. | Csornij Jar-i járás  | Черноярский район   | Csornij Jar  | 20 220              |
| Az Asztraháni terület járásai | 10. | Harabali járás       | Харабалинский район | Harabali     | 41 176              |
| Az Asztraháni terület járásai | 4.  | Ikrjanojei járás     | Икрянинский район   | Ikrjanoje    | 47 759              |
| Az Asztraháni terület járásai | 3.  | Jenotajevkai járás   | Енотаевский район   | Jenotajevka  | 26 786              |
| Az Asztraháni terület járásai | 5.  | Kamizjaki járás      | Камызякский район   | Kamizjak     | 48 647              |
| Az Asztraháni terület járásai | 6.  | Krasznij Jar-i járás | Красноярский район  | Krasznij Jar | 35 615              |
| Az Asztraháni terület járásai | 7.  | Limani járás         | Лиманский район     | Liman        | 31 952              |
| Az Asztraháni terület járásai | 8.  | Narimanovi járás     | Наримановский район | Narimanov    | 45 457              |
| Az Asztraháni terület járásai | 9.  | Volgamenti járás     | Приволжский район   | Nacsalovo    | 43 647              |
| Az Asztraháni terület járásai | 2.  | Volodarszkiji járás  | Володарский район   | Volodarszkij | 47 825              |

A terület székhelye, Asztrahán területi jogú, szövetségi jelentőségű város, önálló közigazgatási egység.